# Nagelbitning
Nagelbitning eller onykofagi är att vanemässigt bita på naglarna, vilket är ett slags självdestruktiv handling. Det är definitionsmässigt ett psykiskt symtom eller diagnos, men sällan eller aldrig av den art att det har medicinsk relevans.
Nagelbitning kan ingå som symtom på rörelsestereotypier (F98.4 ICD-10) och då utföras med rytmik och ofta tillsammans med andra rytmiskt upprepade rörelser som kan vara självskadande (t.ex. att slå i skallen upprepade gånger) eller inte (t.ex. genom att vagga kroppen rytmiskt fram och tillbaka). Ofta uppkommer dock nagelbitning utan annan störning, och uppkommer då ofta i barndomen (även om det kan börja också i vuxen ålder). Det senare (F98.8 ICD-10) brukar ofta uppkomma med ångest och stress.
Nagelbitning som uttryck för ångest är i den tidiga barndomen lika vanligt hos båda könen, och upptäcks som regel vid 3-4 års ålder, och då som en vidareutveckling av att suga på tummen. Nagelbitning efter tio års ålder är vanligare bland pojkar än flickor.
Nagelbitning kan få medicinska följder om naglarna är smutsiga och personen sväljer sina avbitna naglar. Det finns också en ökad risk för infektioner i området kring naglarna, med inflammerade nagelband som följd.